# 宮崎ロマン
宮崎ロマン（みやざきロマン）は、かつて宮崎県宮崎市中央通6-10にあった映画館（成人映画館）。1スクリーンを有し、座席数は46席。1977年（昭和52年）に開館し、2020年（令和2年）に閉館した。

## 沿革
宮崎市中央通6-2にあった宮崎東映劇場の改装に伴う代替施設として、1977年（昭和52年）に宮崎ロマン東映劇場が開館した。その後宮崎東映パラスに改称し、1992年（平成4年）に宮崎ロマンに改称した。成人映画の上映へとシフトしていった。
2017年（平成29年）2月26日、宮崎キネマ館が主催して、「おとなの社会科見学 わたしも"宮崎ロマン"デビューしたい」という女性客限定のイベントが開催された。宮崎ロマンの支配人に劇場の特色や上映スタイルなどの説明を聞いた後、浜野佐知が監督した3作品を鑑賞した。
2020年（令和2年）前半に新型コロナウイルス感染症が世界的に流行すると、来場者数が一日10人を下回る日が多くなり、経営状況が窮迫した。国が発令した緊急事態宣言に伴って4月18日から休館していたが、緊急事態宣言終了後の経営継続が困難になったことから、5月末に廃業を決断した。7月に閉館が正式発表され、43年間の歴史に幕を閉じた（4月18日以降は営業を行っていない）。

## 特色

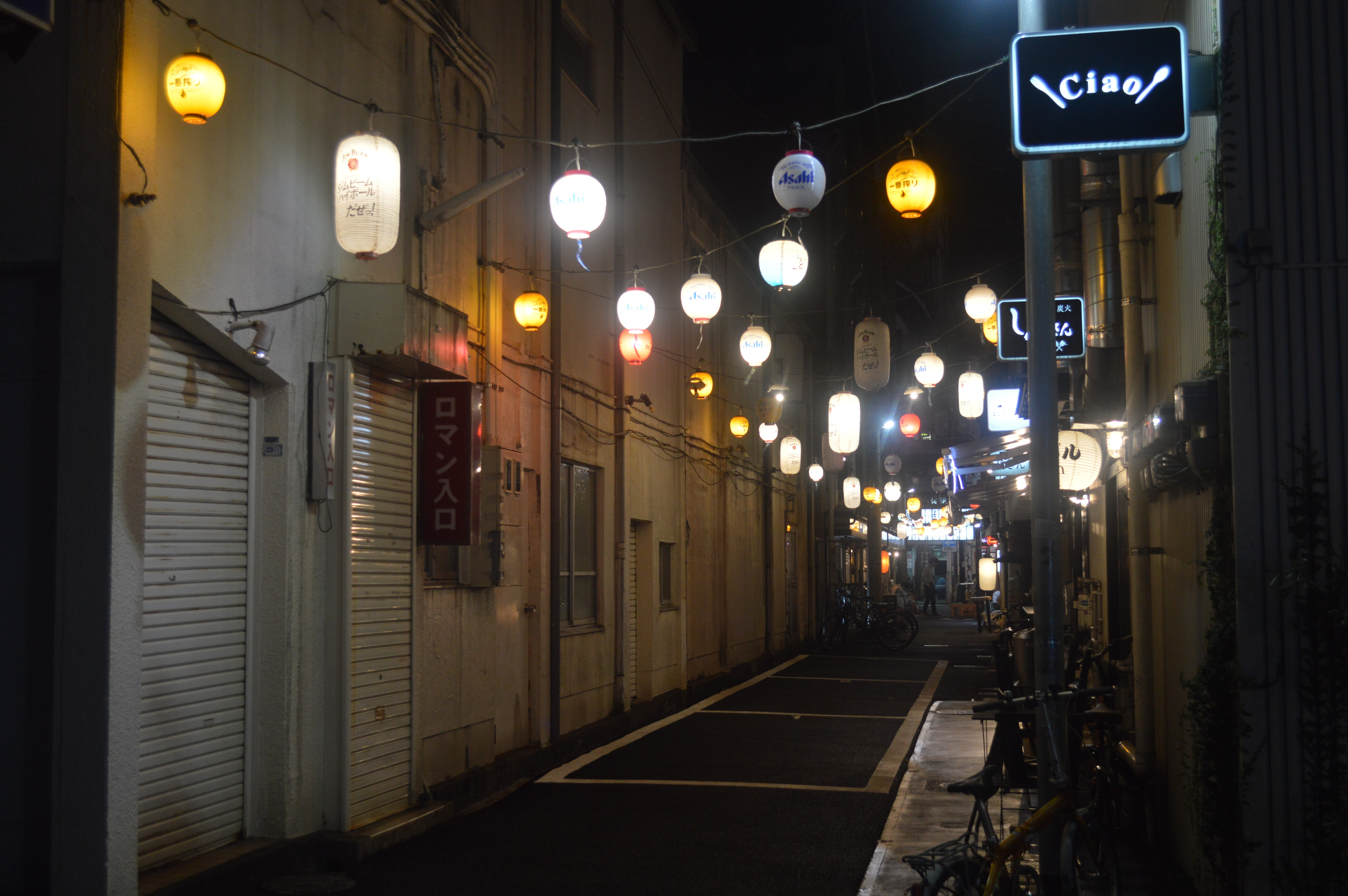
宮崎ロマンの入口と人情横丁

2019年（令和元年）時点の宮崎市にある映画館は、宮崎セントラルシネマ（9スクリーンのシネマコンプレックス）、宮崎キネマ館（ミニシアター）、宮崎ロマン（成人映画館）の3館だけであった。宮崎ロマンは宮崎県で唯一の成人映画館であった。なお、2020年（令和2年）11月20日には宮崎駅前のアミュプラザ宮崎内にシネマコンプレックスのワンダーアティックシネマが開館している。
OP映画を中心としてエクセスフィルムも上映しており、毎週各配給会社の作品をミックスさせた3本立ての番組を組んでいた。かつては129席の座席を有していたが、46席まで座席数を減らしたため、成人男性が足を伸ばせるほどシート間隔が広かった。カップホルダーがついたシネコン型の座席であった。飲み物の自動販売機があり、ホール内に飲食物の持ち込みが可能であった。

## データ
- 所在地：〒880-0002 宮崎県宮崎市中央通6-10
- アクセス：JR宮崎駅から徒歩15分[1]。
- 休館日：年中無休[1]。
- 営業時間[1]
日曜～金曜 12:00～19:20
土曜 12:00～翌朝5:00（オールナイト）
- 入場料[1]
一般 1600円
学生 1300円
シニア 1000円（60歳以上）